# LEN Conference Cup
La LEN Conference Cup è una competizione pallanuotistica europea maschile riservata a squadre di club che si svolgerà dalla stagione 2025-2026.
È il terzo torneo continentale per importanza, dopo la LEN Champions League e la LEN Euro Cup.

## Formula
Ogni federazione può iscrivere fino a due formazioni ciascuna, le quali si affrontano in una prima fase di qualificazioni. Nella seconda subentrano i team eliminati nel primo turno di LEN Euro Cup e successivamente le squadre vengono suddivise in quattro gironi, dai quali si qualificano alla fase successive le prime due classificate. Dopo i gironi scatta la fase ad eliminazione diretta, da svolgersi mediante una Final Eight.

## Albo d'oro
| Stagione | Campione | Campione | Finalista | Finalista |
| -------- | -------- | -------- | --------- | --------- |
| 2025-26  | ?        | ?        | ?         | ?         |